# Lijst van olympische medaillewinnaars kunstrijden
Kunstrijden is een van de sporten die op de Olympische Winterspelen worden beoefend. Deze pagina geeft de lijst van olympische medaillewinnaars in deze sport.

## Mannen
| Editie | Goud | Goud                   | Zilver | Zilver                 | Brons | Brons                |
| ------ | ---- | ---------------------- | ------ | ---------------------- | ----- | -------------------- |
| 1908   | SWE  | Ulrich Salchow         | SWE    | Richard Johansson      | SWE   | Per Thorén           |
| 1920   | SWE  | Gillis Grafström       | NOR    | Andreas Krogh          | NOR   | Martin Stixrud       |
| 1924   | SWE  | Gillis Grafström       | AUT    | Willy Böckl            | SUI   | Georges Gautschi     |
| 1928   | SWE  | Gillis Grafström       | AUT    | Willy Böckl            | BEL   | Robert Van Zeebroeck |
| 1932   | AUT  | Karl Schäfer           | SWE    | Gillis Grafström       | CAN   | Montgomery Wilson    |
| 1936   | AUT  | Karl Schäfer           | GER    | Ernst Baier            | AUT   | Felix Kaspar         |
| 1948   | USA  | Dick Button            | SUI    | Hans Gerschwiler       | AUT   | Edi Rada             |
| 1952   | USA  | Dick Button            | AUT    | Helmut Seibt           | USA   | James Grogan         |
| 1956   | USA  | Hayes Alan Jenkins     | USA    | Ronnie Robertson       | USA   | David Jenkins        |
| 1960   | USA  | David Jenkins          | TCH    | Karol Divín            | CAN   | Donald Jackson       |
| 1964   | EUA  | Manfred Schnelldorfer  | FRA    | Alain Calmat           | USA   | Scott Allen          |
| 1968   | AUT  | Wolfgang Schwarz       | USA    | Tim Wood               | FRA   | Patrick Péra         |
| 1972   | TCH  | Ondrej Nepela          | URS    | Sergej Tsjetveroechin  | FRA   | Patrick Péra         |
| 1976   | GBR  | John Curry             | URS    | Vladimir Kovaljov      | CAN   | Toller Cranston      |
| 1980   | GBR  | Robin Cousins          | GDR    | Jan Hoffmann           | USA   | Charles Tickner      |
| 1984   | USA  | Scott Hamilton         | CAN    | Brian Orser            | TCH   | Jozef Sabovčík       |
| 1988   | USA  | Brian Boitano          | CAN    | Brian Orser            | URS   | Viktor Petrenko      |
| 1992   | EUN  | Viktor Petrenko        | USA    | Paul Wylie             | TCH   | Petr Barna           |
| 1994   | RUS  | Aleksej Oermanov       | CAN    | Elvis Stojko           | FRA   | Philippe Candeloro   |
| 1998   | RUS  | Ilja Koelik            | CAN    | Elvis Stojko           | FRA   | Philippe Candeloro   |
| 2002   | RUS  | Aleksej Jagoedin       | RUS    | Jevgeni Pljoesjtsjenko | USA   | Timothy Goebel       |
| 2006   | RUS  | Jevgeni Pljoesjtsjenko | SUI    | Stéphane Lambiel       | CAN   | Jeffrey Buttle       |
| 2010   | USA  | Evan Lysacek           | RUS    | Jevgeni Pljoesjtsjenko | JPN   | Daisuke Takahashi    |
| 2014   | JPN  | Yuzuru Hanyu           | CAN    | Patrick Chan           | KAZ   | Denis Ten            |
| 2018   | JPN  | Yuzuru Hanyu           | JPN    | Shoma Uno              | ESP   | Javier Fernández     |
| 2022   | USA  | Nathan Chen            | JPN    | Yuma Kagiyama          | JPN   | Shoma Uno            |

| Land   | Goud | Zilver | Brons | Tot. |
| ------ | ---- | ------ | ----- | ---- |
| USA    | 8    | 3      | 6     | 17   |
| SWE    | 4    | 2      | 1     | 7    |
| RUS    | 4    | 2      | 0     | 6    |
| AUT    | 3    | 3      | 2     | 8    |
| JPN    | 2    | 2      | 2     | 5    |
| GBR    | 2    | 0      | 0     | 2    |
| TCH    | 1    | 1      | 2     | 4    |
| EUA    | 1    | 0      | 0     | 1    |
| EUN    | 1    | 0      | 0     | 1    |
| CAN    | 0    | 5      | 3     | 8    |
| SUI    | 0    | 2      | 1     | 3    |
| GDR    | 0    | 2      | 0     | 2    |
| FRA    | 0    | 1      | 4     | 5    |
| NOR    | 0    | 1      | 1     | 2    |
| URS    | 0    | 1      | 1     | 2    |
| GER    | 0    | 1      | 0     | 1    |
| BEL    | 0    | 0      | 1     | 1    |
| ESP    | 0    | 0      | 1     | 1    |
| KAZ    | 0    | 0      | 1     | 1    |
| Totaal | 26   | 26     | 26    | 78   |

Meervoudige medaillewinnaars
| Succesvolste | Meervoudige |
| --- | --- |
| 3-1-0 Gillis Grafström 2-0-0 Karl Schäfer 2-0-0 Dick Button 2-0-0 Yuzuru Hanyu 1-2-0 Jevgeni Pljoesjtsjenko 1-0-1 David Jenkins 1-0-1 Viktor Petrenko | 0-2-0 Willy Böckl 0-2-0 Brian Orser 0-2-0 Elvis Stojko 0-1-1 Shoma Uno 0-0-2 Patrick Péra 0-0-2 Philippe Candeloro |

## Vrouwen
| Editie | Goud | Goud               | Zilver | Zilver              | Brons | Brons                    |
| ------ | ---- | ------------------ | ------ | ------------------- | ----- | ------------------------ |
| 1908   | GBR  | Madge Syers        | GER    | Elsa Rendschmidt    | GBR   | Dorothy Greenhough-Smith |
| 1920   | SWE  | Magda Julin        | SWE    | Svea Norén          | USA   | Theresa Weld             |
| 1924   | AUT  | Herma Szabo        | USA    | Beatrix Loughran    | GBR   | Ethel Muckelt            |
| 1928   | NOR  | Sonja Henie        | AUT    | Fritzi Burger       | USA   | Beatrix Loughran         |
| 1932   | NOR  | Sonja Henie        | AUT    | Fritzi Burger       | USA   | Maribel Vinson           |
| 1936   | NOR  | Sonja Henie        | GBR    | Cecilia Colledge    | SWE   | Vivi-Anne Hultén         |
| 1948   | CAN  | Barbara Ann Scott  | AUT    | Eva Pawlik          | GBR   | Jeannette Altwegg        |
| 1952   | GBR  | Jeannette Altwegg  | USA    | Tenley Albright     | FRA   | Jacqueline du Bief       |
| 1956   | USA  | Tenley Albright    | USA    | Carol Heiss         | AUT   | Ingrid Wendl             |
| 1960   | USA  | Carol Heiss        | NED    | Sjoukje Dijkstra    | USA   | Barbara Roles            |
| 1964   | NED  | Sjoukje Dijkstra   | AUT    | Regine Heitzer      | CAN   | Petra Burka              |
| 1968   | USA  | Peggy Fleming      | GDR    | Gabriele Seyfert    | TCH   | Hana Mašková             |
| 1972   | AUT  | Beatrix Schuba     | CAN    | Karen Magnussen     | USA   | Janet Lynn               |
| 1976   | USA  | Dorothy Hamill     | NED    | Dianne de Leeuw     | GDR   | Christine Errath         |
| 1980   | GDR  | Anett Pötzsch      | USA    | Linda Fratianne     | FRG   | Dagmar Lurz              |
| 1984   | GDR  | Katarina Witt      | USA    | Rosalynn Sumners    | URS   | Kira Ivanova             |
| 1988   | GDR  | Katarina Witt      | CAN    | Elizabeth Manley    | USA   | Debi Thomas              |
| 1992   | USA  | Kristi Yamaguchi   | JPN    | Midori Ito          | USA   | Nancy Kerrigan           |
| 1994   | UKR  | Oksana Baiul       | USA    | Nancy Kerrigan      | CHN   | Lu Chen                  |
| 1998   | USA  | Tara Lipinski      | USA    | Michelle Kwan       | CHN   | Lu Chen                  |
| 2002   | USA  | Sarah Hughes       | RUS    | Irina Sloetskaja    | USA   | Michelle Kwan            |
| 2006   | JPN  | Shizuka Arakawa    | USA    | Sasha Cohen         | RUS   | Irina Sloetskaja         |
| 2010   | KOR  | Kim Yu-na          | JPN    | Mao Asada           | CAN   | Joannie Rochette         |
| 2014   | RUS  | Adelina Sotnikova  | KOR    | Kim Yu-na           | ITA   | Carolina Kostner         |
| 2018   | OAR  | Alina Zagitova     | OAR    | Jevgenia Medvedeva  | CAN   | Kaetlyn Osmond           |
| 2022   | ROC  | Anna Sjtsjerbakova | ROC    | Aleksandra Troesova | JPN   | Kaori Sakamoto           |

| Land   | Goud | Zilver | Brons | Tot. |
| ------ | ---- | ------ | ----- | ---- |
| USA    | 7    | 8      | 8     | 23   |
| GDR    | 3    | 1      | 1     | 5    |
| NOR    | 3    | 0      | 0     | 3    |
| AUT    | 2    | 4      | 1     | 7    |
| GBR    | 2    | 1      | 3     | 6    |
| CAN    | 1    | 2      | 3     | 6    |
| JPN    | 1    | 2      | 0     | 3    |
| NED    | 1    | 2      | 0     | 3    |
| RUS    | 1    | 1      | 1     | 3    |
| SWE    | 1    | 1      | 1     | 3    |
| KOR    | 1    | 1      | 0     | 2    |
| OAR    | 1    | 1      | 0     | 2    |
| ROC    | 1    | 1      | 0     | 2    |
| UKR    | 1    | 0      | 0     | 1    |
| GER    | 0    | 1      | 0     | 1    |
| CHN    | 0    | 0      | 2     | 2    |
| FRA    | 0    | 0      | 1     | 1    |
| FRG    | 0    | 0      | 1     | 1    |
| ITA    | 0    | 0      | 1     | 1    |
| TCH    | 0    | 0      | 1     | 1    |
| URS    | 0    | 0      | 1     | 1    |
| Totaal | 25   | 25     | 25    | 75   |

Meervoudige medaillewinnaars
| Succesvolste | Meervoudige |
| --- | --- |
| 3-0-0 Sonja Henie 2-0-0 Katarina Witt 1-1-0 Tenley Albright 1-1-0 Carol Heiss 1-1-0 Sjoukje Dijkstra 1-1-0 Kim Yu-na 1-0-1 Jeannette Altwegg | 0-2-0 Fritzi Burger 0-1-1 Beatrix Loughran 0-1-1 Nancy Kerrigan 0-1-1 Michelle Kwan 0-1-1 Irina Sloetskaja 0-0-2 Lu Chen |

## Paren
| Editie | Goud | Goud                                       | Zilver | Zilver                                     | Brons | Brons                                 |
| ------ | ---- | ------------------------------------------ | ------ | ------------------------------------------ | ----- | ------------------------------------- |
| 1908   | GER  | Anna Hübler Heinrich Burger                | GBR    | Phyllis Johnson James H. Johnson           | GBR   | Madge Syers Edgar Syers               |
| 1920   | FIN  | Ludovika Jakobsson-Eilers Walter Jakobsson | NOR    | Alexia Bryn Yngvar Bryn                    | GBR   | Phyllis Johnson Basil Williams        |
| 1924   | AUT  | Helene Engelmann Alfred Berger             | FIN    | Ludovika Jakobsson-Eilers Walter Jakobsson | FRA   | Andrée Joly Pierre Brunet             |
| 1928   | FRA  | Andrée Joly Pierre Brunet                  | AUT    | Lilly Scholz Otto Kaiser                   | AUT   | Melitta Brunner Ludwig Wrede          |
| 1932   | FRA  | Andrée Brunet-Joly Pierre Brunet           | USA    | Beatrix Loughran Sherwin Badger            | HUN   | Emilie Rotter László Szollás          |
| 1936   | GER  | Maxi Herber Ernst Baier                    | AUT    | Ilse Pausin Erik Pausin                    | HUN   | Emilie Rotter László Szollás          |
| 1948   | BEL  | Micheline Lannoy Pierre Baugniet           | HUN    | Andrea Kékesy Ede Király                   | CAN   | Suzanne Morrow Wallace Diestelmeyer   |
| 1952   | GER  | Ria Falk Paul Falk                         | USA    | Karol Kennedy Peter Kennedy                | HUN   | Marianna Nagy László Nagy             |
| 1956   | AUT  | Sissy Schwarz Kurt Oppelt                  | CAN    | Frances Dafoe Norris Bowden                | HUN   | Marianna Nagy László Nagy             |
| 1960   | CAN  | Barbara Wagner Robert Paul                 | EUA    | Marika Kilius Hans-Jürgen Bäumler          | USA   | Nancy Ludington Ronald Ludington      |
| 1964   | URS  | Ljoedmila Belooesova Oleg Protopopov       | EUA    | Marika Kilius Hans-Jürgen Bäumler          | USA   | Vivian Joseph Ronald Joseph           |
| 1964   | URS  | Ljoedmila Belooesova Oleg Protopopov       | CAN    | Debbi Wilkes Guy Revell                    | USA   | Vivian Joseph Ronald Joseph           |
| 1968   | URS  | Ljoedmila Belooesova Oleg Protopopov       | URS    | Tatjana Zjoek Aleksandr Gorelik            | FRG   | Margot Glockshuber Wolfgang Danne     |
| 1972   | URS  | Irina Rodnina Aleksej Oelanov              | URS    | Ljoedmila Smirnova Andrej Soerajkin        | GDR   | Manuela Groß Uwe Kagelmann            |
| 1976   | URS  | Irina Rodnina Aleksandr Zajtsev            | GDR    | Romy Kermer Rolf Österreich                | GDR   | Manuela Groß Uwe Kagelmann            |
| 1980   | URS  | Irina Rodnina Aleksandr Zajtsev            | URS    | Marina Tsjerkasova Sergej Sjachraj         | GDR   | Manuela Mager Uwe Bewersdorff         |
| 1984   | URS  | Jelena Valova Oleg Vasiljev                | USA    | Caitlin Carruthers Peter Carruthers        | URS   | Larisa Seleznova Oleg Makarov         |
| 1988   | URS  | Jekaterina Gordejeva Sergej Grinkov        | URS    | Jelena Valova Oleg Vasiljev                | USA   | Jill Watson Peter Oppegard            |
| 1992   | EUN  | Natalja Misjkoetjonok Artoer Dmitrijev     | EUN    | Jelena Betsjke Denis Petrov                | CAN   | Isabelle Brasseur Lloyd Eisler        |
| 1994   | RUS  | Jekaterina Gordejeva Sergej Grinkov        | RUS    | Natalja Misjkoetjonok Artoer Dmitrijev     | CAN   | Isabelle Brasseur Lloyd Eisler        |
| 1998   | RUS  | Oksana Kazakova Artoer Dmitrijev           | RUS    | Jelena Berezjnaja Anton Sicharoelidze      | GER   | Mandy Wötzel Ingo Steuer              |
| 2002   | RUS  | Jelena Berezjnaja Anton Sicharoelidze      |        |                                            | CHN   | Shen Xue Zhao Hongbo                  |
| 2002   | CAN  | Jamie Salé David Pelletier                 |        |                                            | CHN   | Shen Xue Zhao Hongbo                  |
| 2006   | RUS  | Tatjana Totmjanina Maksim Marinin          | CHN    | Zhang Dan Zhang Hao                        | CHN   | Shen Xue Zhao Hongbo                  |
| 2010   | CHN  | Shen Xue Zhao Hongbo                       | CHN    | Pang Qing Tong Jian                        | GER   | Aliona Savchenko Robin Szolkowy       |
| 2014   | RUS  | Tatjana Volosozjar Maksim Trankov          | RUS    | Ksenia Stolbova Fjodor Klimov              | GER   | Aliona Savchenko Robin Szolkowy       |
| 2018   | GER  | Aliona Savchenko Bruno Massot              | CHN    | Sui Wenjing Han Cong                       | CAN   | Meagan Duhamel Eric Radford           |
| 2022   | CHN  | Sui Wenjing Han Cong                       | ROC    | Jevgenia Tarasova Vladimir Morozov         | ROC   | Anastasia Misjina Aleksandr Galljamov |

| Land   | Goud | Zilver | Brons | Tot. |
| ------ | ---- | ------ | ----- | ---- |
| URS    | 7    | 4      | 1     | 12   |
| RUS    | 5    | 3      | 0     | 8    |
| GER    | 4    | 0      | 3     | 7    |
| CHN    | 2    | 3      | 2     | 7    |
| AUT    | 2    | 2      | 1     | 5    |
| CAN    | 2    | 1      | 5     | 8    |
| FRA    | 2    | 0      | 1     | 3    |
| EUN    | 1    | 1      | 0     | 2    |
| FIN    | 1    | 1      | 0     | 2    |
| BEL    | 1    | 0      | 0     | 1    |
| USA    | 0    | 3      | 2     | 5    |
| EUA    | 0    | 2      | 0     | 2    |
| HUN    | 0    | 1      | 4     | 5    |
| GDR    | 0    | 1      | 3     | 4    |
| GBR    | 0    | 1      | 2     | 3    |
| ROC    | 0    | 1      | 1     | 2    |
| NOR    | 0    | 1      | 0     | 1    |
| FRG    | 0    | 0      | 1     | 1    |
| Totaal | 26   | 26     | 26    | 78   |

Meervoudige medaillewinnaars
| Succesvolste | Meervoudige |
| --- | --- |
| 3-0-0 Irina Rodnina 2-1-0 Artoer Dmitrijev 2-0-1 Andrée (Brunet-) Joly / Pierre Brunet 2-0-0 Ljoedmila Belooesova / Oleg Protopopov 2-0-0 Aleksandr Zajtsev 2-0-0 / Jekaterina Gordejeva / Sergej Grinkov 1-1-0 Ludovika Jakobsson-Eilers / Walter Jakobsson 1-1-0 Jelena Valova / Oleg Vasiljev 1-1-0 Natalja Misjkoetjonok 1-1-0 Jelena Berezjnaja / Anton Sicharoelidze 1-1-0 Sui Wenjing / Han Cong 1-0-2 Shen Xue / Zhao Hongbo 1-0-2 Aliona Savchenko | 0-2-0 Marika Kilius / Hans-Jürgen Bäumler 0-1-1 Phyllis Johnson 0-0-2 Emilie Rotter / László Szollás 0-0-2 Marianna Nagy / László Nagy 0-0-2 Manuela Groß / Uwe Kagelmann 0-0-2 Isabelle Brasseur / Lloyd Eisler 0-0-2 Robin Szolkowy |

1. ↑  1964: In 1966 moesten Kilius en Bäumler hun zilveren medaille inleveren, nadat bleek dat ze voor de Spelen een professioneel contract hadden getekend. De andere paren schoven zodoende een plekje op in de rangschikking. Twintig jaar later, in 1987, kregen ze de zilveren medaille terug toen bleek dat ook de andere paren zulke contracten hadden getekend die niet naar buiten waren gekomen. Het IOC bepaalde in 2014 dat het Duitse en Canadese paar allebei de zilveren medaille hebben; het Amerikaanse paar bleef de winnaar van het brons.
2. ↑  2002: Een tweede gouden medaille werd toegekend aan Salé en Pelletier.

## IJsdansen
| Editie | Goud | Goud                                   | Zilver | Zilver                                | Brons | Brons                                 |
| ------ | ---- | -------------------------------------- | ------ | ------------------------------------- | ----- | ------------------------------------- |
| 1976   | URS  | Ljoedmila Pachomova Aleksandr Gorsjkov | URS    | Irina Moisejeva Andrej Minenkov       | USA   | Colleen O'Connor James Millns         |
| 1980   | URS  | Natalja Linitsjoek Gennadi Karponossov | HUN    | Krisztina Regöczy András Sallay       | URS   | Irina Moisejeva Andrej Minenkov       |
| 1984   | GBR  | Jayne Torvill Christopher Dean         | URS    | Natalja Bestemjanova Andrej Boekin    | URS   | Marina Klimova Sergej Ponomarenko     |
| 1988   | URS  | Natalja Bestemjanova Andrej Boekin     | URS    | Marina Klimova Sergej Ponomarenko     | CAN   | Tracey Wilson Robert McCall           |
| 1992   | EUN  | Marina Klimova Sergej Ponomarenko      | FRA    | Isabelle Duchesnay Paul Duchesnay     | EUN   | Maja Oesova Aleksandr Zjoelin         |
| 1994   | RUS  | Oksana Grisjtsjoek Jevgeni Platov      | RUS    | Maja Oesova Aleksandr Zjoelin         | GBR   | Jayne Torvill Christopher Dean        |
| 1998   | RUS  | Oksana Grisjtsjoek Jevgeni Platov      | RUS    | Anzjelika Krylova Oleg Ovsjannikov    | FRA   | Marina Anissina Gwendal Peizerat      |
| 2002   | FRA  | Marina Anissina Gwendal Peizerat       | RUS    | Irina Lobatsjova Ilja Averboech       | ITA   | Barbara Fusar Poli Maurizio Margaglio |
| 2006   | RUS  | Tatjana Navka Roman Kostomarov         | USA    | Tanith Belbin Benjamin Agosto         | UKR   | Olena Hroesjyna Roeslan Hontsjarov    |
| 2010   | CAN  | Tessa Virtue Scott Moir                | USA    | Meryl Davis Charlie White             | RUS   | Oksana Domnina Maksim Sjabalin        |
| 2014   | USA  | Meryl Davis Charlie White              | CAN    | Tessa Virtue Scott Moir               | RUS   | Jelena Ilinych Nikita Katsalapov      |
| 2018   | CAN  | Tessa Virtue Scott Moir                | FRA    | Gabriella Papadakis Guillaume Cizeron | USA   | Maia Shibutani Alex Shibutani         |
| 2022   | FRA  | Gabriella Papadakis Guillaume Cizeron  | ROC    | Viktoria Sinitsina Nikita Katsalapov  | USA   | Madison Hubbell Zachary Donohue       |

| Land   | Goud | Zilver | Brons | Tot. |
| ------ | ---- | ------ | ----- | ---- |
| URS    | 3    | 3      | 2     | 8    |
| RUS    | 3    | 3      | 2     | 8    |
| FRA    | 2    | 2      | 1     | 5    |
| CAN    | 2    | 1      | 1     | 4    |
| USA    | 1    | 2      | 3     | 6    |
| EUN    | 1    | 0      | 1     | 2    |
| GBR    | 1    | 0      | 1     | 2    |
| HUN    | 0    | 1      | 0     | 1    |
| ROC    | 0    | 1      | 0     | 1    |
| ITA    | 0    | 0      | 1     | 1    |
| UKR    | 0    | 0      | 1     | 1    |
| Totaal | 13   | 13     | 13    | 39   |

Meervoudige medaillewinnaars
| Succesvolste | Meervoudige                                                                                             |
| --- | --- |
| 2-1-0 Tessa Virtue / Scott Moir 2-0-0 Oksana Grisjtsjoek / Jevgeni Platov 1-1-1 Marina Klimova / Sergej Ponomarenko 1-1-0 Natalja Bestemjanova / Andrej Boekin 1-1-0 Gabriella Papadakis / Guillaume Cizeron 1-1-0 Meryl Davis / Charlie White 1-0-1 Jayne Torvill / Christopher Dean 1-0-1 Marina Anissina / Gwendal Peizerat | 0-1-1 Irina Moisejeva / Andrej Minenkov 0-1-1 Maja Oesova / Aleksandr Zjoelin 0-1-1 / Nikita Katsalapov |

## Landenteams
| Editie | Goud | Goud | Zilver | Zilver | Brons | Brons |
| ------ | --- | --- | --- | --- | --- | --- |
| 2014   | Rusland Jevgeni Pljoesjtsjenko Joelia Lipnitskaja Tatjana Volosozjar Maksim Trankov Ksenia Stolbova Fjodor Klimov Jekaterina Bobrova Dmitri Solovjov Jelena Ilinych Nikita Katsalapov | Rusland Jevgeni Pljoesjtsjenko Joelia Lipnitskaja Tatjana Volosozjar Maksim Trankov Ksenia Stolbova Fjodor Klimov Jekaterina Bobrova Dmitri Solovjov Jelena Ilinych Nikita Katsalapov | Canada Patrick Chan Kevin Reynolds Kaetlyn Osmond Meagan Duhamel Eric Radford Kirsten Moore-Towers Dylan Moscovitch Tessa Virtue Scott Moir                                              | Canada Patrick Chan Kevin Reynolds Kaetlyn Osmond Meagan Duhamel Eric Radford Kirsten Moore-Towers Dylan Moscovitch Tessa Virtue Scott Moir                                              | Verenigde Staten Jeremy Abbott Jason Brown Ashley Wagner Gracie Gold Marissa Castelli Simon Shnapir Meryl Davis Charlie White  | Verenigde Staten Jeremy Abbott Jason Brown Ashley Wagner Gracie Gold Marissa Castelli Simon Shnapir Meryl Davis Charlie White  |
| 2018   | Canada Patrick Chan Kaetlyn Osmond Gabrielle Daleman Meagan Duhamel Eric Radford Tessa Virtue Scott Moir                                                                              | Canada Patrick Chan Kaetlyn Osmond Gabrielle Daleman Meagan Duhamel Eric Radford Tessa Virtue Scott Moir                                                                              | Olympische atleten uit Rusland Michail Koljada Jevgenia Medvedeva Alina Zagitova Jevgenia Tarasova Vladimir Morozov Natalja Zabijako Aleksandr Enbert Jekaterina Bobrova Dmitri Solovjov | Olympische atleten uit Rusland Michail Koljada Jevgenia Medvedeva Alina Zagitova Jevgenia Tarasova Vladimir Morozov Natalja Zabijako Aleksandr Enbert Jekaterina Bobrova Dmitri Solovjov | Verenigde Staten Nathan Chen Adam Rippon Bradie Tennell Mirai Nagasu Alexa Scimeca Chris Knierim Maia Shibutani Alex Shibutani | Verenigde Staten Nathan Chen Adam Rippon Bradie Tennell Mirai Nagasu Alexa Scimeca Chris Knierim Maia Shibutani Alex Shibutani |
| 2022   | Verenigde Staten Nathan Chen Vincent Zhou Karen Chen Alexa Knierim Brandon Frazier Madison Hubbell Zachary Donohue Madison Chock Evan Bates                                           | Verenigde Staten Nathan Chen Vincent Zhou Karen Chen Alexa Knierim Brandon Frazier Madison Hubbell Zachary Donohue Madison Chock Evan Bates                                           | Japan Shoma Uno Yuma Kagiyama Wakaba Higuchi Kaori Sakamoto Riku Miura Ryuichi Kihara Misato Komatsubara Tim Koleto                                                                      | Japan Shoma Uno Yuma Kagiyama Wakaba Higuchi Kaori Sakamoto Riku Miura Ryuichi Kihara Misato Komatsubara Tim Koleto                                                                      | Russische ploeg Mark Kondratjoek Kamila Valijeva Anastasia Misjina Aleksandr Galljamov Viktoria Sinitsina Nikita Katsalapov    | Russische ploeg Mark Kondratjoek Kamila Valijeva Anastasia Misjina Aleksandr Galljamov Viktoria Sinitsina Nikita Katsalapov    |

(*) Het Russische team dat in 2022 olympisch kampioen werd raakte begin 2024 alsnog de gouden medaille kwijt, nadat Valieva een vierjarige schorsing kreeg en haar resultaten ongeldig werden verklaard. De Amerikaanse atleten nemen de eerste plek over. Na het wegstrepen van de resultaten van Valieva resulteerde het brons voor de de ploeg van het Russisch Olympisch comité.
| Land   | Goud | Zilver | Brons | Tot. |
| ------ | ---- | ------ | ----- | ---- |
| CAN    | 1    | 1      | 0     | 2    |
| USA    | 1    | 0      | 2     | 3    |
| RUS    | 1    | 0      | 0     | 1    |
| JPN    | 0    | 1      | 0     | 1    |
| OAR    | 0    | 1      | 0     | 1    |
| ROC    | 0    | 0      | 1     | 1    |
| Totaal | 3    | 3      | 3     | 9    |

Meervoudige medaillewinnaars
| Succesvolste | Meervoudige |
| --- | ----------- |
| 1-1-0 Patrick Chan, Kaetlyn Osmond, Meagan Duhamel / Eric Radford, Tessa Virtue / Scott Moir 1-1-0 / Jekaterina Bobrova / Dmitri Solovjov 1-0-1 / Nikita Katsalapov 1-0-1 Nathan Chen, Alexa Knierim(-Scimeca) |             |

## Afgevoerd onderdeel

### Mannen speciale figuren
| Editie | Goud | Goud          | Zilver | Zilver         | Brons | Brons             |
| ------ | ---- | ------------- | ------ | -------------- | ----- | ----------------- |
| 1908   | RUS  | Nikolaj Panin | GBR    | Arthur Cumming | GBR   | Geoffrey Hall-Say |

## Clean sweeps
In onderstaand overzicht staan alle onderdelen waarop een land het volledige podium in beslag nam.
| Spelen | Onderdeel   | NOC | Goud               | Zilver            | Brons         |
| ------ | ----------- | --- | ------------------ | ----------------- | ------------- |
| 1908   | Mannen solo | SWE | Ulrich Salchow     | Richard Johansson | Per Thorén    |
| 1956   | Mannen solo | USA | Hayes Alan Jenkins | Ronnie Robertson  | David Jenkins |

Londen 1908 · 
Antwerpen 1920 · 
Chamonix 1924 · 
St. Moritz 1928 · 
Lake Placid 1932 · 
Garmisch-Partenkirchen 1936 · 
St. Moritz 1948 · 
Oslo 1952 · 
Cortina d'Ampezzo 1956 · 
Squaw Valley 1960 · 
Innsbruck 1964 · 
Grenoble 1968 · 
Sapporo 1972 · 
Innsbruck 1976 · 
Lake Placid 1980 · 
Sarajevo 1984 · 
Calgary 1988 · 
Albertville 1992 · 
Lillehammer 1994 · 
Nagano 1998 · 
Salt Lake City 2002 · 
Turijn 2006 · 
Vancouver 2010 · 
Sotsji 2014 · 
Pyeongchang 2018 · 
Peking 2022
Olympische medaillewinnaars